# L'Inauguration de la route
L'Inauguration de la route (L'Inaugurazione della strada) est une nouvelle fantastique de l'écrivain italien Dino Buzzati, publiée en 1958 dans le recueil Sessanta racconti.
La traduction en français de cette nouvelle paraît pour la première fois en France en 1968 dans le recueil Les Sept Messagers. Elle n'est pas présente dans le recueil original italien I sette messaggeri.

## Résumé
Dans un empire imaginaire, sans doute une sorte de résurgence de l'Empire français, une route reliant la capitale de province à San Piero, ville de 40 000 habitants située aux confins de l'empire, doit être inaugurée, le 20 juin 1845. 
Un cortège, représentant les huiles de la capitale, dont Mortimer, ministre de l'Intérieur, et Mazzarolli, entrepreneur de la route, part donc en direction de San Piero, afin d'être présent à l'inauguration. 
Après une nuit à Passo Terne, à une trentaine de kilomètres du but, la route, bien que bordée des anciens baraquements des ouvriers, devient de moins en moins praticable, et Mazzarolli disparaît. Le chemin en vient à disparaître tout à fait, la majeure partie du cortège s'en retourne alors à la capitale. Mais Mortimer poursuit sa route et tombe alors sur un paysan, au milieu d'un désert, qui lui déclare que San Piero est une ville mirage, imaginaire. 
Mais Mortimer continue la route, seul.

## Éditions françaises
- In Les Sept Messagers, recueil de vingt nouvelles de Dino Buzzati, traduction de Michel Breitman, Paris, Robert Laffont, coll. « Pavillons », 1968
- In Les Sept Messagers, Paris, UGE, coll. « 10/18. Domaine étranger » no 1519, 1982  (ISBN 2-264-00478-9)